# 勒内·费伊
勒内·费伊（法語：René Faye，1923年12月20日—1994年1月8日），法国男子自行车运动员。他曾代表法国参加1948年夏季奥林匹克运动会自行车比赛，获得男子双人自行车赛铜牌。